# Lucilina novemrugata
Lucilina novemrugata is een keverslakkensoort uit de familie van de Chitonidae. De wetenschappelijke naam van de soort is voor het eerst geldig gepubliceerd in 1930 door Bergenhayn.